# Verwaltungsgemeinschaft Roßhaupten
Die Verwaltungsgemeinschaft Roßhaupten im schwäbischen Landkreis Ostallgäu besteht seit 1. September 1981. Ihr gehören als Mitgliedsgemeinden an:
1. Rieden am Forggensee, 1397 Einwohner, 13,16 km²
2. Roßhaupten, 2207 Einwohner, 39,01 km²

Sitz der Verwaltungsgemeinschaft ist Roßhaupten.
Roßhaupten bildete vom 1. Mai 1978 bis 31. Dezember 1979 zusammen mit Lechbruck am See die aufgelöste Verwaltungsgemeinschaft Lechbruck. Da Rieden am Forggensee durch Urteil des Bayerischen Verwaltungsgerichtshofes vom 5. November 1980 als Gemeinde wieder errichtet wurde, aber die Größe einer Einheitsgemeinde nicht aufwies, wurde die Verwaltungsgemeinschaft Roßhaupten per Landesgesetz gegründet.